# Black Tartans
The Black Tartan Clan sont un groupe belge de punk rock celtique, originaire de Roosdaal.

## Historique
The Black Tartan Clan est formé en 2008 avec des musiciens wallons et flamands axés sur plusieurs genres musicaux différents tels que le punk rock, le heavy metal et le rock. Il est formé par le bassiste MacPie, le guitariste MacTouche, le chanteur MacLoud, le batteur D. Dee et le joueur de cornemuse MacHoze. Les membres du groupe portent tous un pseudonyme en « Mac », et viennent de Roosdaal. Toujours en 2008, le groupe publie sa première démo simplement intitulée Demo. Cette même année sort leur premier album studio, Boots, Kilts 'N Pipes.
En 2011 sort l'EP Standing Strong. En 2011 et 2012, le groupe s'occupe de l'enregistrement d'un prochain et troisième album, Don't Walk Alone, publié en 2013. En 2014, le groupe publie son quatrième album, Scotland in Our Hearts en indépendant. La majeure partie des paroles sont en français, et le reste est en anglais. Le vendredi 20 juin 2014, le groupe est invité de Hells Bells.
Le 25 juillet 2017, via sa page Facebook, le groupe annonce la fin de ses activités à la suite du départ pour raisons personnelles de MacTouche. En 2021 le groupe refait surface mais en Espagne où ils se préparent pour des nouvelles aventures.
Le 4 février 2023, le groupe annonce sur sa page facebook l'arrêt définitif de leurs prestations en live.

## Black Tartans
Après une petite pause due a un changement de line up fin 2017, les porteurs de kilt noir ont reformé les rangs et changé de nom, devenant "  Black Tartans ". La nouvelle formation compte aujourd'hui 6 membres et possède une solide expérience du live et du travail en studio. Sur le plan musical, le groupe continue d'apporter un mélange énergique entre les instruments traditionnelles celtiques (cornemuse et banjo) et les sons punk rock inspirés par les Dropkick Murphys, Pipes and Pints, Real McKenzies et autres.
Le groupe vient de sortir le 27 octobre 2023 leur premier album avec la nouvelle formation . Leur album Never Stop est disponible sur leur site Internet, Facebook et bien sûr lors de leurs concerts live.

## Style musical
Le style musical du groupe est comparé à celui des Dropkick Murphys, avec leurs influences irlandaises et The Real McKenzies. Le groupe mêle punk rock et instruments traditionnels tels que la cornemuse, le banjo et le bouzouki.

## Membres

### Actuels
● Mac Sly - chant
● Mac Dee - Batterie
● Mac Hoze - Cornemuse
● Mac Hoze Jr - Banjo, Guitare, Chant 
● Mac White - Basse, Chant
● Mac Grath - Guitare, Chant

### Anciens
- MacLoud – chant
- MacTouche – chant, guitare
- MacPie – basse
- MacHoze – cornemuse
- MacDee – batterie
- MacHoze Jr. – caisse claire, djembé, banjo, bouzouki
- MacMot – batterie
- MacMarsh – guitare
- MacAel – batterie